# Ernest Lacan
Ernest Lacan, nato Emmanuel Ernest Auguste Lacan (Parigi, 16 settembre 1828 – Parigi, 18 gennaio 1879), è stato un giornalista, critico d'arte e fotografo francese.

## Biografia
Le notizie in nostro possesso sulla sua vita sono pressoché inesistenti. Tutto ciò che sappiamo è che studiò pittura con Léon Cognier e che divenne caporedattore del primo giornale francese espressamente dedicato alla fotografia, La Lumière, dopo che questo fu venduto da Benito R. de Monfort (1800-1871), primo proprietario e fondatore, nel 1851, al chimico Marc-Antoine Gaudin.
Nel libro "Esquisses photographiques, à propos de l'Exposition universelle et de la guerre d'Orient" (Schizzi fotografici: sull'esposizione universale e la guerra orientale [di Crimea]) del 1856, scrive: Non è senza pericolo che M. de Szathmari abbia svolto il suo lavoro. Era vicino a Oltenitza nei primi giorni di aprile 1854 quando i russi stavano assediando la città. Voleva fare una foto con la stazione di quarantena. Di conseguenza, si è avvicinato alla città con il furgone che usava come laboratorio, quindi ha preparato la sua macchina fotografica e ha iniziato il suo lavoro. Fu sorpreso da un forte tonfo e, quasi contemporaneamente, si udì dalla città il rumore di un cannone. Il signor de Szathmari pensava di aver scelto un brutto posto e che sarebbe stato meglio allontanarsi dalla linea di fuoco della guarnigione turca. Ma coraggiosamente è rimasto lì. Seguì un secondo impatto. Era ovvio per l'artista che aveva l'onore di essere il bersaglio e che il fuoco stava diventando sempre più minaccioso e preciso. Ma la vista che stava prendendo era così interessante, la luce e l'ombra così appropriate, che gli era impossibile decidersi a lasciare il posto. E, inoltre, il suo lavoro sarebbe stato completato in pochi istanti e avrebbe aspettato che tutto fosse finito. Era ora di partire. Una terza palla di cannone, mirata meglio delle altre, solcò il terreno pochi passi davanti a lui, coprendolo di sabbia. Ma la foto era magnifica!. L'anno prima lo stesso Lacan aveva descritto l'avvenimento sulle pagine del giornale La Lumière.
Si dimise nel 1861, forse per diverbi con Alexis Gaudin, fratello di Marc-Antoine, per fondare un proprio giornale "Le Moniteur de la photographie" con Paul Edouard Liesegang, che uscì nel marzo di quello stesso anno.
Sappiamo, infine che prese parte come fotografo parigino alla prima mostra fotografica a Vienna nel 1864, manifestazione promossa dal barone Wilhelm von Schwarz-Senborn.

## Pubblicazioni
- Un Réveillon A l'Hotel Carnavalet en 1677, Forgotten Books, 2018 - ISBN 978-0332611815
- Esquisses photographiques, à propos de l'Exposition universelle et de la guerre d'Orient: Historique de la photographie, biographies, Hachette BNF, 2023 - ISBN 978-2329858302